# Нікольське сільське поселення (Торбеєвський район)
Ні́кольське сільське поселення (рос. Никольское сельское поселение) — муніципальне утворення у складі Торбеєвського району Мордовії, Росія. Адміністративний центр — село Нікольське.

## Історія
Станом на 2002 рік існували Нікольська сільська рада (село Нікольське, присілок Самбур) та Саввинська сільська рада (село Савва).
27 листопада 2008 року Саввинське сільське поселення було ліквідоване, територія приєднана до складу Нікольського сільського поселення.

## Населення
Населення — 479 осіб (2019, 659 у 2010, 765 у 2002).

## Склад
До складу поселення входять такі населені пункти:
| Населений пункт  | Населення, осіб (2002) | Населення, осіб (2010) |
| ---------------- | ---------------------- | ---------------------- |
| Нікольське, село | 464                    | 432                    |
| Савва, село      | 228                    | 147                    |
| Самбур, присілок | 73                     | 80                     |